# Hewittia gracilis
Hewittia gracilis là một loài nhện trong họ Thomisidae.
Loài này thuộc chi Hewittia. Hewittia gracilis được Roger de Lessert miêu tả năm 1928.